# Фридом (Пенсилванија)
Фридом (енгл. Freedom) град је у америчкој савезној држави Пенсилванија.

## Демографија
По попису из 2010. године број становника је 1.569, што је 194 (-11,0%) становника мање него 2000. године.
| Група             | 2000.         | 2010.         |
| Белци             | 1.632 (92,6%) | 1.431 (91,2%) |
| Афроамериканци    | 91 (5,2%)     | 65 (4,1%)     |
| Азијати           | 4 (0,2%)      | 9 (0,6%)      |
| Хиспаноамериканци | 13 (0,7%)     | 25 (1,6%)     |
| Укупно            | 1.763         | 1.569         |